# Effet Sachs-Wolfe intégré
Pour les articles homonymes, voir ISW.
L’effet Sachs-Wolfe intégré (ou ISW, pour integrated Sachs-Wolfe [effect]) est le nom donné au phénomène qui voit des photons échanger de l'énergie avec un puits de potentiel gravitationnel qui se creuse lorsque ceux-ci le traversent. Ce nom est inspiré de celui de l'effet Sachs-Wolfe, qui donne la valeur des fluctuations de température observées depuis une zone en tenant compte des effets de décalage vers le rouge dus à celle-ci (une zone plus chaude est souvent plus dense, et les photons perdent de l'énergie en s'échappant de celle-ci, ce qui dans certains cas contrebalance leur excès d'énergie).
Cet effet se produit notamment dans les anisotropies du fond diffus cosmologique, dont une partie ne résulte pas de fluctuations de température présentes sur la surface de dernière diffusion, c'est-à-dire dans la zone d'où ont été émis les photons observés, mais des échanges d'énergie mentionnés ci-dessus. Selon la valeur de certains paramètres cosmologiques, l'effet ISW est plus ou moins important. En particulier, il est important dans l'hypothèse où la courbure spatiale de l'espace-temps est non nulle et dans celle où la proportion d'énergie noire est importante. Il se manifeste essentiellement aux grandes échelles du fond diffus cosmologique.